# Жозе Нуніш
Жозе Карлуш де Араужу Нуніш (порт. José Carlos de Araújo Nunes, нар. 7 березня 1977, Каштелу-де-Пайва) — португальський футболіст, що грав на позиції центрального захисника, зокрема за іспанську «Мальорку».

## Ігрова кар'єра
У дорослому футболі дебютував 1995 року виступами за команду «Оваренсе», в якій провів один сезон, після чого перебрався до команди «Мая», за яку відіграв наступні п'ять років.
2001 року на правах оренди перейшов до «Салгейруш», а ще за рік на умовах повноцінного контракту приєднався до клубу «Жіл Вісенте». Влітку 2004 року перейшов до «Браги», у складі якої наступні півтора року був основним центральним захисником.
У січні 2006 року за 2,5 мільйона євро перейшов до іспанської «Мальорки». У новій команді відразу ж став гравцем основного складу й був важливою складовою частиною лінії захисту до завершення професійної кар'єри футболіста у 2014 році.